# Onosma circinnatum
Onosma circinnatum är en strävbladig växtart som beskrevs av H. Riedl. Onosma circinnatum ingår i släktet Onosma och familjen strävbladiga växter. Inga underarter finns listade i Catalogue of Life.